# Cappella Bracco
La cappella Bracco è una cappella funebre del cimitero di Trespiano a Firenze.

## Storia e descrizione
La cappella viene commissionata a Giovanni Michelucci dalla vedova di Roberto Bracco (1903-1967), che desidera edificare nel cimitero monumentale cittadino un edificio per la sepoltura dei membri della famiglia. Il progetto di Michelucci, realizzato in collaborazione con Aldo Pasquinucci, è redatto agli esordi del 1969; le tavole esecutive sono del luglio 1969 e i lavori sono avviati poco dopo. L'edificio, ultimato nel 1970, diverge leggermente dal progetto per quanto concerne il nartece (in origine pensato come una sorta di pronao aperto) e la finestra verso valle, arretrata nel progetto e a filo con la muratura nella fase definitiva.
L'opera è pressoché assente nella ricca bibliografia sull'architetto pistoiese: unico accenno quello di Claudia Conforti (1990) che si limita a un mero censimento e non fa alcuna considerazione critica su questa architettura.
La cappella della famiglia Bracco è situata all'interno del cimitero di Trespiano, principale luogo di sepoltura della città di Firenze, vera e propria cittadella dei morti nata in adiacenza all'asse di collegamento interregionale della via Bolognese e situata sulle colline a settentrione della piana. La cappella si attesta sul lato occidentale del viale maggiore del cimitero, situato a monte del complesso e articolato longitudinalmente secondo l'asse nord-sud. Tale viale è caratterizzato, oltre che dal filare delle alberature, dal fronte allineato delle singole cappelle: quelle a monte presentano un linguaggio eterogeneo ed eclettico, che oscilla tra il revivalistico ed il neoclassico, mentre quelle a valle si qualificano per un più uniformato classicismo: in tale contesto l'intervento di Michelucci si qualifica come una voluta moderna anomalia all'interno di un fronte caratterizzato dalla successione di candide facciate marmoree e timpanate.
La cappella presenta un impianto compatto e una volumetria articolata, seppure nei limiti nella dimensione estremamente contenuta dell'intervento. Questa "microarchitettura", decisamente qualificata dalla dicotomia tra il rigore geometrico del basamento e dall'involucro in lastre di granito e l'organicità della copertura in rame, si presenta come una piccola chiesa articolata nei due luoghi del nartece e dell'aula: il primo è caratterizzato in facciata dalle due aperture del portale (decorato da una trama in bronzo) e di una luce rettangolare e, sul lato settentrionale, da un taglio vetrato; il corpo della cappella presenta una maggiore altezza ed è caratterizzato sul fronte settentrionale da un'alta finestra verticale con alla base l'iscrizione della famiglia Bracco e sul lato occidentale, qualificato dall'affaccio sulla quota inferiore del piano dei loculi e delle cappelle, da una finestra, rettangolare e con davanzale, in asse con la porta d'ingresso. Il valore materico di questo volume è affidato a due diversi elementi: la superficie riflettente delle lastre di granito lucidate delle pareti e quella materica del rame della copertura e dei davanzali in bronzo del portale e delle tre finestre.
L'interno si presenta diviso in tre diversi spazi a pianta rettangolare: l'ingresso-nartece, la zona di seduta e di preghiera e, finalmente, il blocco dei sepolcri (in verticale ed in numero di 4) caratterizzato da semplici lastre tombali con iscrizioni. L'interno, come l'esterno, si connota per l'uso del granito lucido, utilizzato come superficie riflettente sia per il pavimento che per il rivestimento murario, contrapposto al candore dell'intonaco dell'interno della copertura.